# 皆川治
皆川 治（みなかわ おさむ、1974年（昭和49年）10月3日 - ）は、日本の政治家、農林水産官僚。山形県鶴岡市長（2期）。

## 来歴
山形県鶴岡市生まれ。鶴岡市立大泉小学校、鶴岡市立鶴岡第一中学校、山形県立鶴岡南高等学校卒業。1997年（平成9年）3月、宇都宮大学農学部卒業。同年4月、農林水産省に入省。内閣官房IT担当室、在シカゴ日本国総領事館などに配属された経験を持つ。
農林水産副大臣秘書官であった2011年（平成23年）3月11日、義父の葬儀のために滞在していた宮城県石巻市で被災。この時の体験を本にまとめ、同年12月に出版した。
2014年（平成26年）、農林水産省を退職。同年5月から2017年（平成29年）3月まで東北公益文科大学の特任講師を務めた。その際、霞ヶ関から故郷へのUターン、地域での活動について本にまとめ、同月に出版した。
2017年（平成29年）4月8日、任期満了に伴う鶴岡市長選挙に出馬する意向を表明した。「市民市長」候補として、日本共産党、民進党などが支援した。
市長選は第48回衆議院議員総選挙の1週間前にあたる10月15日に行われたため、山形3区の前哨戦として注目された。皆川は元衆議院議員の阿部寿一、参議院議員の舟山康江の支援を受けて立候補。自民党・公明党の推薦と前衆議院議員の加藤鮎子、酒田市長の丸山至、新庄市長の山尾順紀の支援を受けた現職の榎本政規を破り初当選を果たした。10月23日、市長就任。選挙の結果は以下のとおり。
※当日有権者数：109,057人 最終投票率：68.34%（前回比：pts）
| 候補者名 | 年齢 | 所属党派 | 新旧別 | 得票数   | 得票率 | 推薦・支持                   |
| -------- | ---- | -------- | ------ | -------- | ------ | ---------------------------- |
| 皆川治   | 43   | 無所属   | 新     | 42,443票 | 57.59% | 日本共産党、民進党などが支援 |
| 榎本政規 | 68   | 無所属   | 現     | 31,261票 | 42.41% | 自民党・公明党               |

2021年（令和3年）10月10日の鶴岡市長選挙で再選。日本共産党は皆川へ自主支援の立場を取った。
選挙の結果は以下のとおり。
※当日有権者数：104,805人 最終投票率：65.70%（前回比：-2.64pts）
| 候補者名 | 年齢 | 所属党派 | 新旧別 | 得票数   | 得票率 | 推薦・支持           |
| -------- | ---- | -------- | ------ | -------- | ------ | -------------------- |
| 皆川治   | 47   | 無所属   | 現     | 34,231票 | 50.09% | (自主支援)日本共産党 |
| 佐藤聡   | 53   | 無所属   | 新     | 34,111票 | 49.91% | 自民党               |

## 市政
- 2018年（平成30年）12月21日、鶴岡市議会12月定例会に提案されていた「鶴岡市特別職の給与に関する条例の一部改正案」が、一部修正（副市長の給与減額に係る部分については削除）された上で可決された。これにより皆川の給与について、2019年1月から任期4年に相当する3割カットが実施されることとなった。この市長給与の減額については、前市長の榎本政規が推進した新文化会館の建設問題が争点の一つとなった2017年10月の市長選挙において、榎本と皆川がともに公約に掲げていたものだった[要出典]。

- 2020年（令和2年）5月28日、新型コロナウイルス対策の財源に充てるため、自身と副市長の6月期末手当を全額カットする条例案を市議会臨時会に提出。同日、同条例案は全会一致で可決された[12]。

## 政治資金
- 2017年10月の市長選挙の選挙期間中、当時の支援者の男性から現金100万円を受け取りながら、選挙運動費用収支報告書に記載していなかった。2021年12月22日、皆川は市役所で報道陣の取材に応じ「受け取っていたが記載を怠っていた。大変申し訳ない」と事実を認めて謝罪した[13]。

## 著書
- 『被災、石巻五十日。』 国書刊行会、2011年12月8日。ISBN 978-4-336-05481-4。
- 『Uターン日記　霞ヶ関から故郷へ』 国書刊行会、2017年3月11日。 ISBN 978-4-336-06156-0。